# Zoco de especias de Dubái
El Zoco de especias de Dubái (en árabe: سوق التوابل) o el «viejo zoco» es un mercado tradicional (o zoco) en Dubái, Emiratos Árabes Unidos (EAU). El Zoco de las Especias se encuentra en el este de Dubái, en Deira, y es adyacente al Zoco de oro de Dubái. El Zoco de las Especias, situado en la vía Sikkat Al Jail, se encuentra en la localidad de Al Ras. El zoco se compone de varios carriles estrechos que se alinean con las tiendas abiertas y cerradas con techo. 
Las tiendas en el Zoco de las Especias ofrecen una variedad de fragancias y especias de incienso y shisha además de las muchas hierbas que se usan en la comida árabe y del sur de Asia. También se encuentran varios textitles, alfombras y objetos que se venden normalmente en el Zoco de las Especias.